# Fanny Wilson
Fanny (o Fannie) Wilson fue una joven que disfrazada de hombre, se alistó como soldado en el Ejército de la Unión durante la Guerra Civil estadounidense junto con su amiga íntima Nellie Graves. Fueron unas de las muchas mujeres (según los cálculos, hasta seiscientas) que lucharon así encubiertas en ese conflicto.

## Pre-Guerra civil
Nacida en Long Island, Nueva York, Wilson se enamoró y comprometió con un hombre que conoció en un viaje a Lafayette, Indiana en 1860 para visitar a algunos parientes. Su amiga, Graves, la acompañó y también se enamoró de otro joven local. Ambas se cartearon con ellos una vez regresaron a Nueva York.
En 1861, estalló la guerra y ambos hombres les declararon su intención de unirse al Ejército de la Unión. Entonces ellas idearon el plan de alistarse en el mismo regimiento que sus prometidos, pero en compañías diferentes. Eso minimizaría la posibilidad de ser atrapadas, mientras permanecían cerca de sus amados.

## Guerra civil
En 1862, los dos hombres se alistaron en el nuevo regimiento formado en el Campamento Cadwallader, en Beverly, Nueva Jersey: la 24.ª Infantería de Nueva Jersey. El regimiento se incorporó al servicio federal el 16 de septiembre de 1862. Wilson y Graves llevaron entonces a cabo su idea. Cortaron sus melenas y vistieron ropas masculinas. Graves, pequeña y femenina, lo tuvo más difícil que Wilson, descrita como teniendo una "... voz masculina" y "bronceada, inteligente y educada." Por entonces tenía diecinueve años.
Su plan tuvo éxito, y ellas marcharon y entrenaron al lado de sus amados. Sirvieron en la defensa de Washington, D.C. hasta que en diciembre de 1862 el regimiento fue enviado a Fredericksburg, Virginia, donde participaron en la Batalla de Fredericksburg. Después de ver los horrores de guerra en batalla, ambas mujeres vieron su servicio con una luz más seria. Estuvieron determinadas a continuar sirviendo, no solo debido a sus amados, sino porque sentían la necesidad de servir a su país.
A principios de mayo de 1863, el regimiento luchó en la Batalla de Chancellorsville. Durante el combate, el prometido de Wilson cayó gravemente herido. Después de la batalla, Wilson le cuidó y vigiló, casi descubriéndose. A pesar del esfuerzo de Wilson, su amado murió. En algún punto durante este tiempo, el prometido de Graves también cayó, aunque se desconoce cuándo o donde murió.
Poco después, Wilson y Graves contrajeron una enfermedad no especificada. Ambas fueron enviadas a un hospital del ejército en Cairo, Illinois. Allí descubrieron su verdadero género. Graves se recuperó primero y fue dada de alta, separándose de Wilson. Una vez Wilson salió también del hospital, trabajó de bailarina de ballet en el Cairo Teather. Después de dos representaciones lo dejó y buscó otro regimiento para realistarse, sintiendo la necesidad de servir a su país. Se unió a la 3.ª Caballería de Illinois cuando se dirigían a Vicksburg, Mississippi. Durante el segundo asalto a Vicksburg el 22 de mayo, Wilson fue herida en batalla, aunque no seriamente. Fue tratada sin ser descubierta. Una vez plenamente recuperada regresó con el regimiento.
El 5 de agosto de 1863, Wilson montaba a través de Memphis, Tennessee junto con un soldado amigo cuando un guardia les detuvo. Fue arrestada bajo sospecha de ser una mujer vestida de hombre y una espía. Mientras era interrogada, probó ser una soldado de la Unión. Las autoridades pronto la liberaron proporcionándole ropa femenina y con la promesa de no disfrazarse de hombre otra vez. Fanny enfermó y murió el 15 de septiembre de 1864. Fue reenterrada más tarde en el Memphis Tennessee National Cemetery, tumba 621.